# Кметове на Струга
Списък на кметовете на град Струга, Северна Македония.

## Османска империя (XIV век – 1913)
| Име            | От | До   |
| -------------- | -- | ---- |
| Анастас Мушмов | ?  | 1876 |
| Георги Чакъров | ?  | 1912 |

## Кралство Сърбия (1913 – 1915)
| Име            | От   | До   |
| -------------- | ---- | ---- |
| Георги Чакъров | 1913 | 1915 |

## Царство България (1915 – 1918)
| Име            | От   | До   |
| -------------- | ---- | ---- |
| Георги Чакъров | 1915 | 1917 |

## Кралство Югославия (1918 – 1941)
| Име             | Име               | От   | До   | Партия |
| --------------- | ----------------- | ---- | ---- | ------ |
| Владимир Каваев | Владимир Каваевић | 1923 | 1927 |        |

## Федеративна Югославия (1944 – 1992)
| Име              | Име             | От   | До | Партия                                 |
| ---------------- | --------------- | ---- | -- | -------------------------------------- |
| Никола Гьончески | Никола Ѓончески | 1977 | ?  | Социалдемократически съюз на Македония |

## Република Македония (от 1991)
| Име            | Име            | От               | До               | Партия                                                 |
| -------------- | -------------- | ---------------- | ---------------- | ------------------------------------------------------ |
| Ромео Деребан  | Ромео Деребан  | 2000             | 2005             | ВМРО-ДПМНЕ                                             |
| Рамиз Мерко    | Ramiz Merko    | 2005             | 2013             | Демократичен съюз за интеграция                        |
| Зиядин Села    | Ziadin Sela    | 2013             | 28 декември 2016 | Движение за реформи - Демократична партия на албанците |
| Мустафа Забзун | Mustafa Zabzun | 28 декември 2016 | 31 октомври 2017 | Движение за реформи - Демократична партия на албанците |
| Рамиз Мерко    | Ramiz Merko    | 31 октомври 2017 | настоящ          | Демократичен съюз за интеграция                        |